# Keuruu
Keuruu (suédois : Keuru) est une ville du centre-ouest de la Finlande, en bordure ouest de la région de Finlande-Centrale.

## Géographie
On y trouve une ancienne église en bois datant de 1759, moins connue que sa proche voisine de Petäjävesi.
La municipalité est très étendue, surtout depuis l'annexion de la commune de Pihlajavesi en 1969. La forêt occupe l'essentiel du terrain et la densité de population est faible hors de l'immédiate proximité du centre-ville.
Les municipalités voisines sont Multia au nord, Petäjävesi à l'est, Jämsänkoski au sud-est, Jämsä au sud, Mänttä et Vilppula au sud-ouest, Virrat à l'ouest (les 3 dernières dans le Pirkanmaa) et enfin Ähtäri au nord-ouest (Ostrobotnie du Sud).

## Lieux et monuments
- Ancienne église de Keuruu
- Ancienne église de Pihlajavesi

## Zones protégées
Il y a neuf sites Natura 2000 dans la commune de Keuruu: Hirvijärvi, le lac long et étroit des gorges de Huhkojärvi, Pihlajavesi, la voie de Pihlajavesi privilégiée par les loutres et les truites, les forêts de Raiski, Siipikangas, Tuomistonjoki, Vesilahdensuo-Kurkisuo et Syrjäharju.

## Transports
La commune est traversée par la nationale 23, axe est-ouest Pori-Petäjävesi et par la nationale 18. Les villes les plus importantes à proximité sont Jyväskylä (58 km) et Tampere (120 km).
Keuruu est reliée à Mänttä-Vilppula par la seututie 348 et à Ähtäri par la seututie 621.

## Démographie
Depuis 1980, l'évolution démographique de Keuruu est la suivante, :
| Année      | 1980   | 1985   | 1990   | 1995   | 2000   | 2005   |
| ---------- | ------ | ------ | ------ | ------ | ------ | ------ |
| population | 13 000 | 13 010 | 12 663 | 12 405 | 11 870 | 11 180 |

| Année      | 2010   | 2015   | 2020  |
| ---------- | ------ | ------ | ----- |
| population | 10 666 | 10 117 | 9 584 |

## Personnalités
- Hannele Huovi,
- Matti Kassila,
- Joni Lius,
- Jukka Rautakorpi,
- Kalevi Sorsa

## Jumelages
| Ville | Ville                   | Pays | Pays     |
| ----- | ----------------------- | ---- | -------- |
|       | Commune de Jõgeva (en), |      | Estonie  |
|       | Langeland (en)          |      | Danemark |
|       | Ouglitch                |      | Russie   |
|       | Skaun                   |      | Norvège  |
|       | Szarvas                 |      | Hongrie  |
|       | Tingsryd                |      | Suède    |

## Galerie

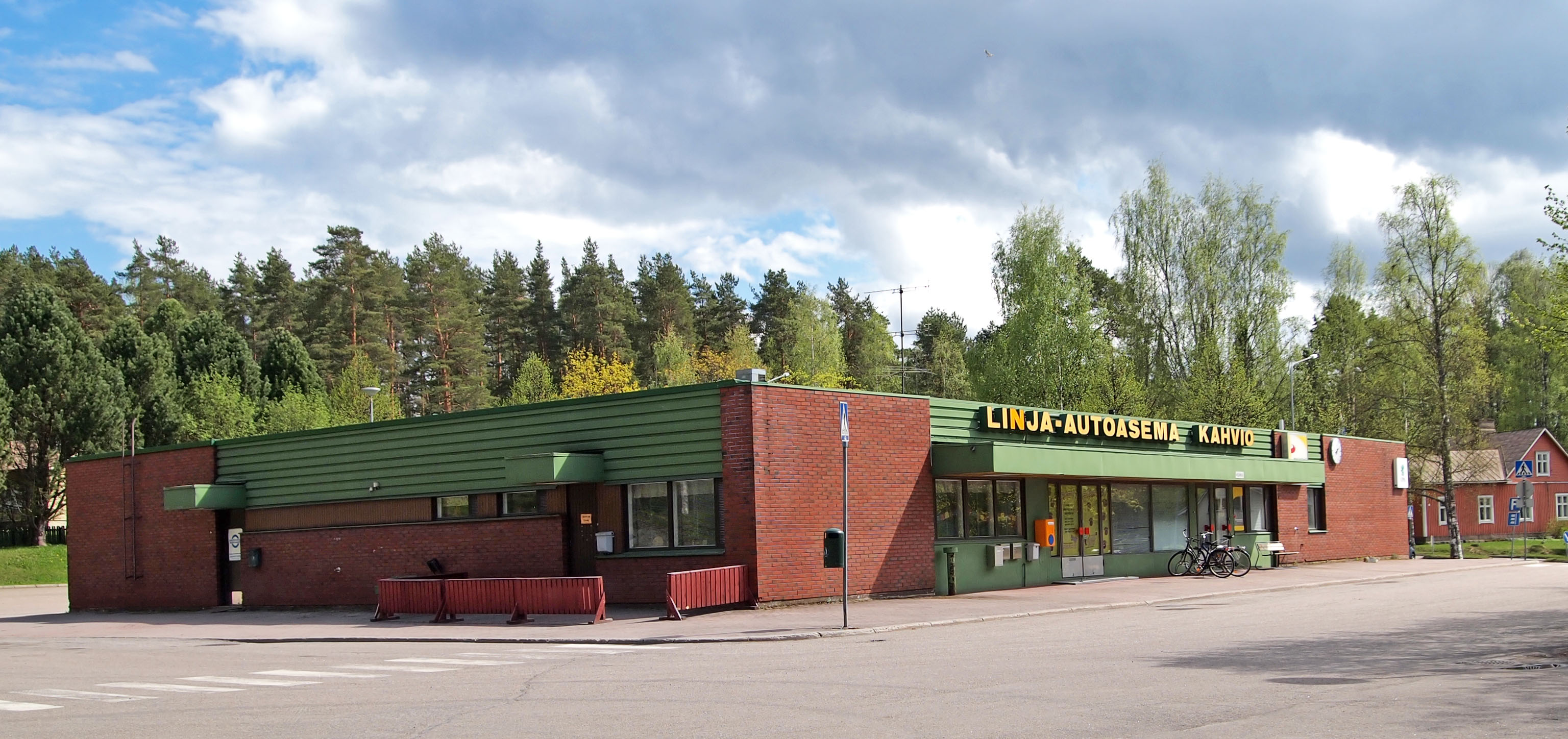
La gare routière.
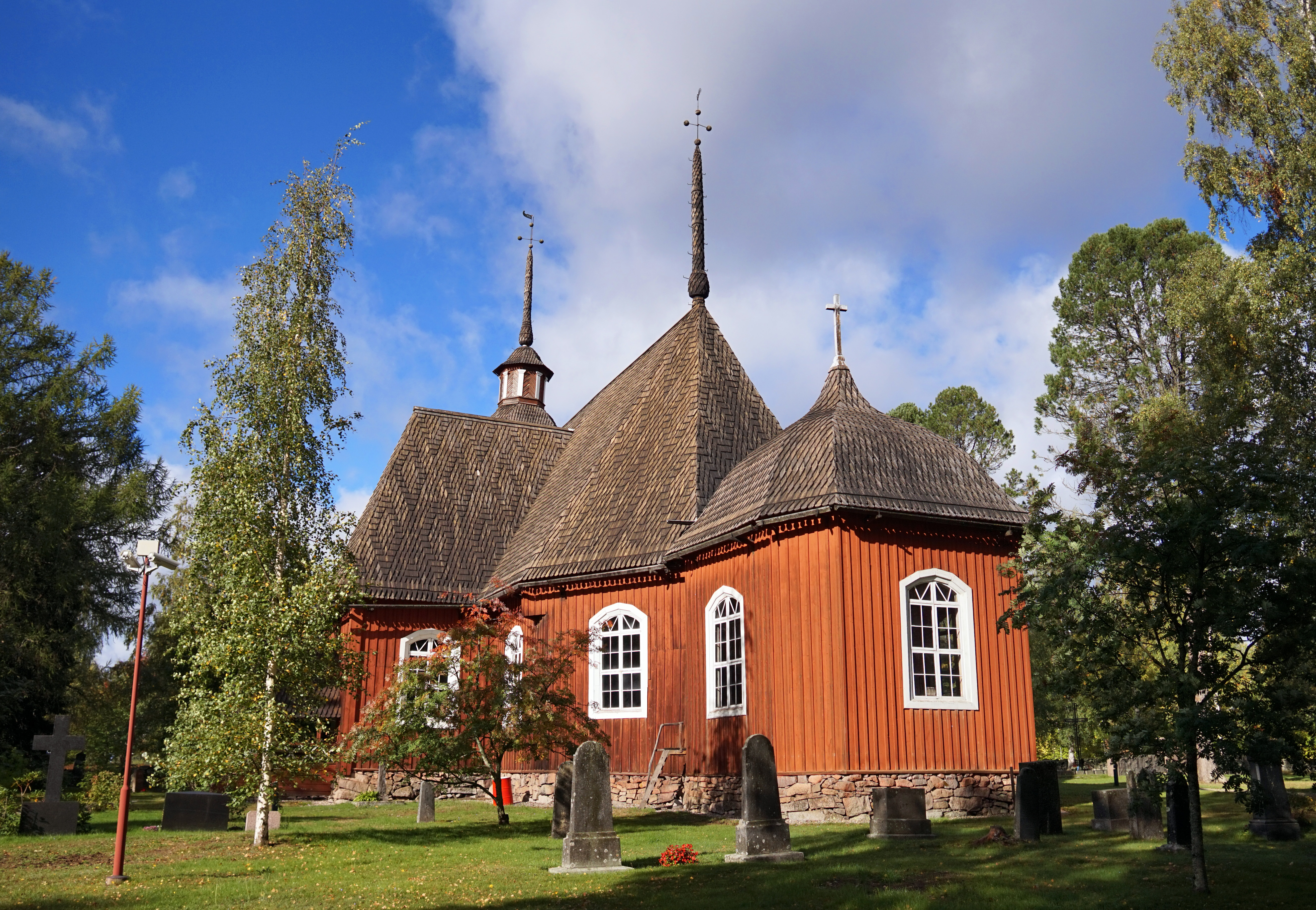
Ancienne église de Keuruu.
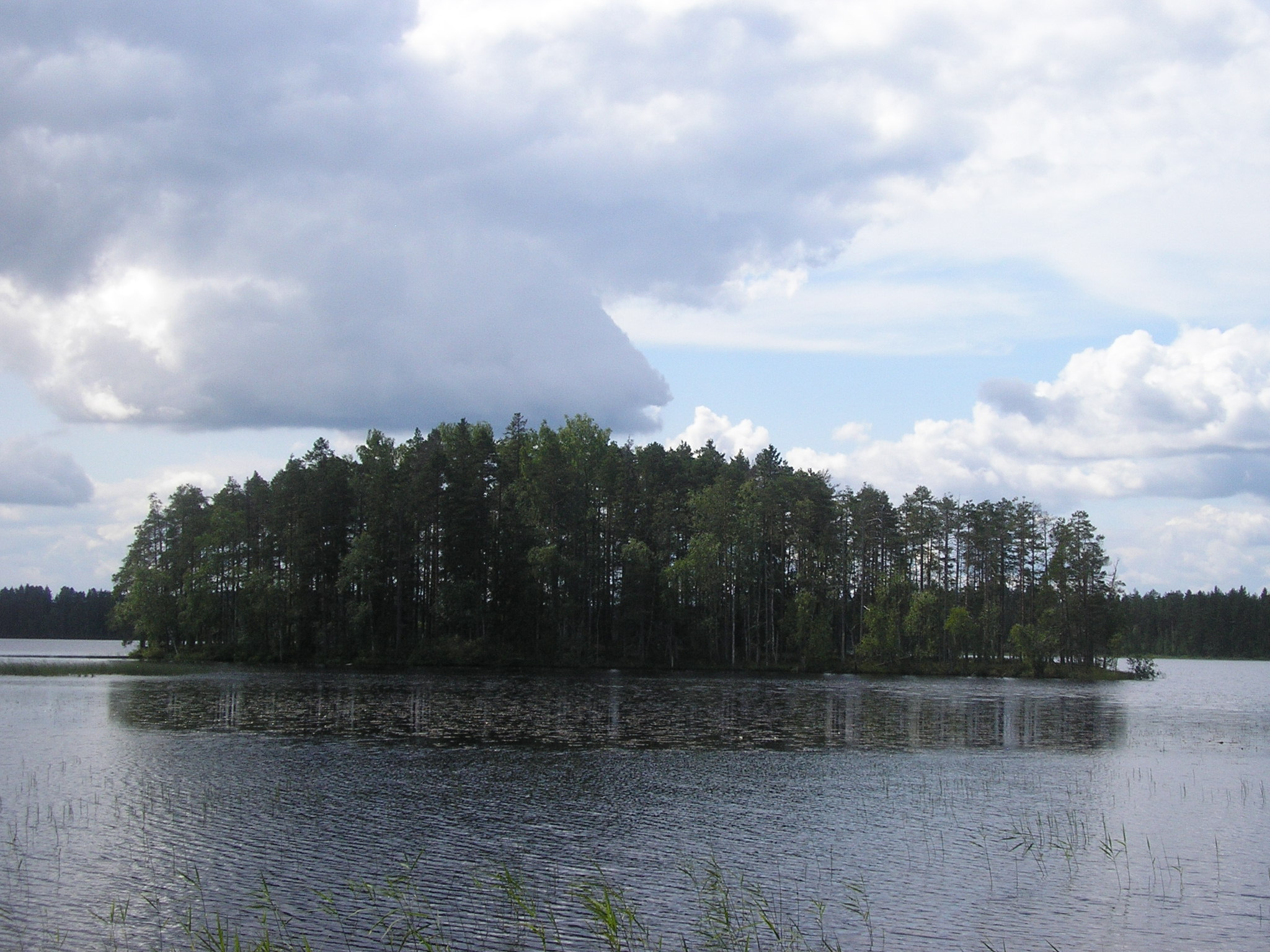
l'île Hännisensaari du lac Yltiä.
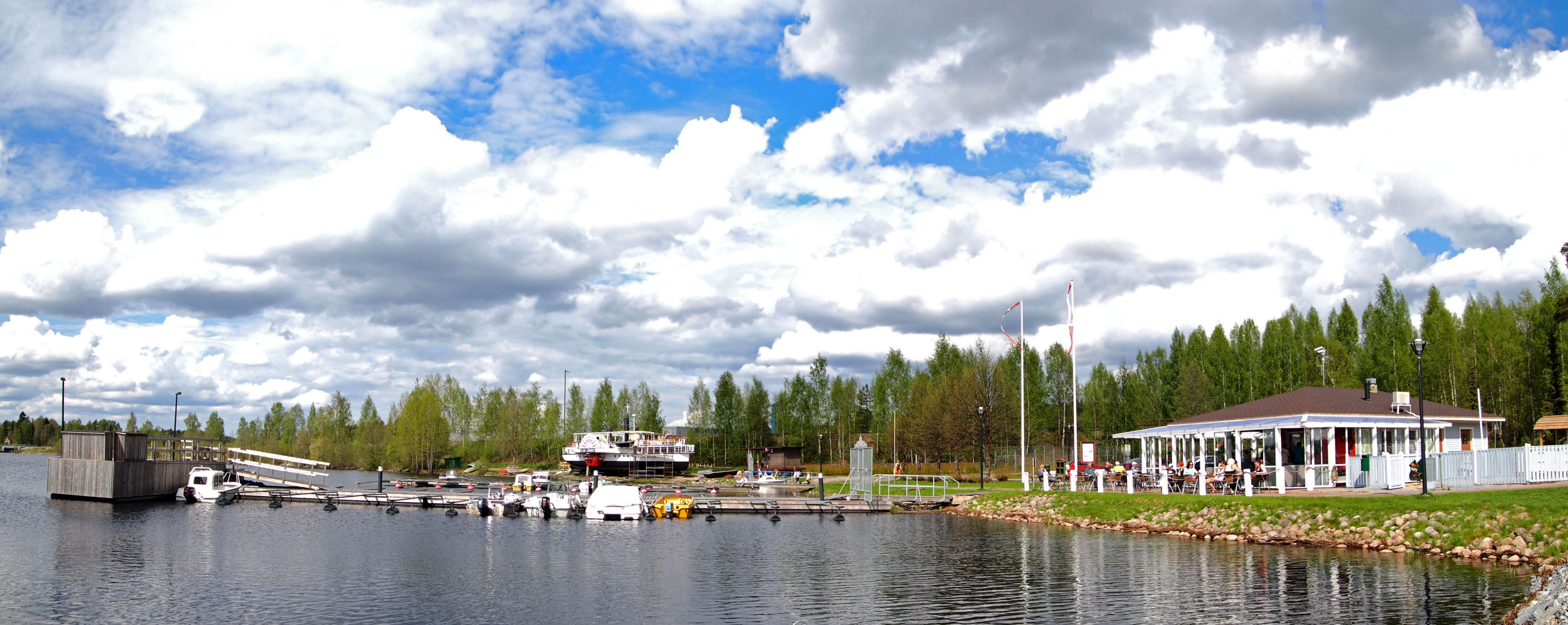
Le port de Keuruu.
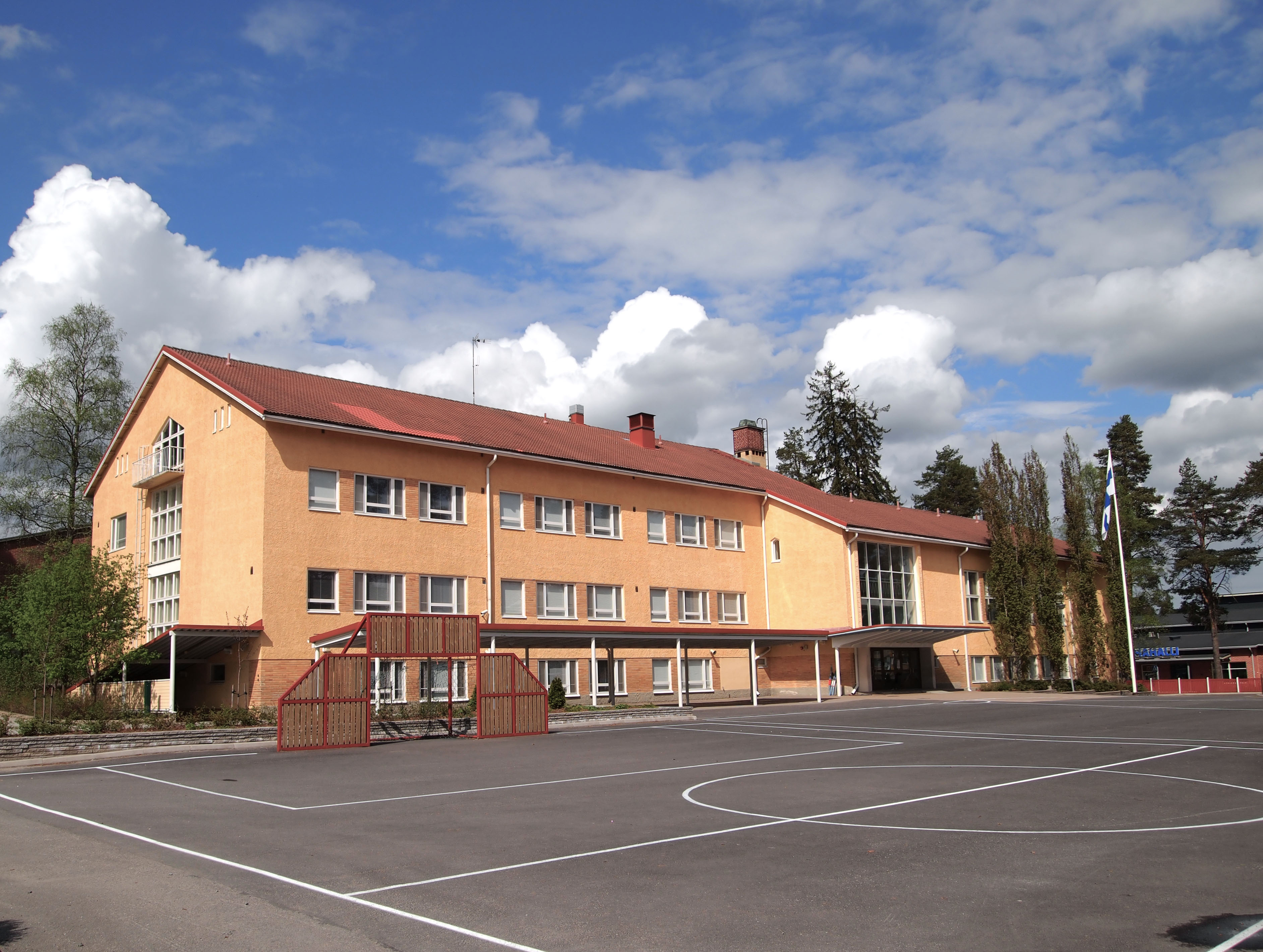
L'école élémentaire.
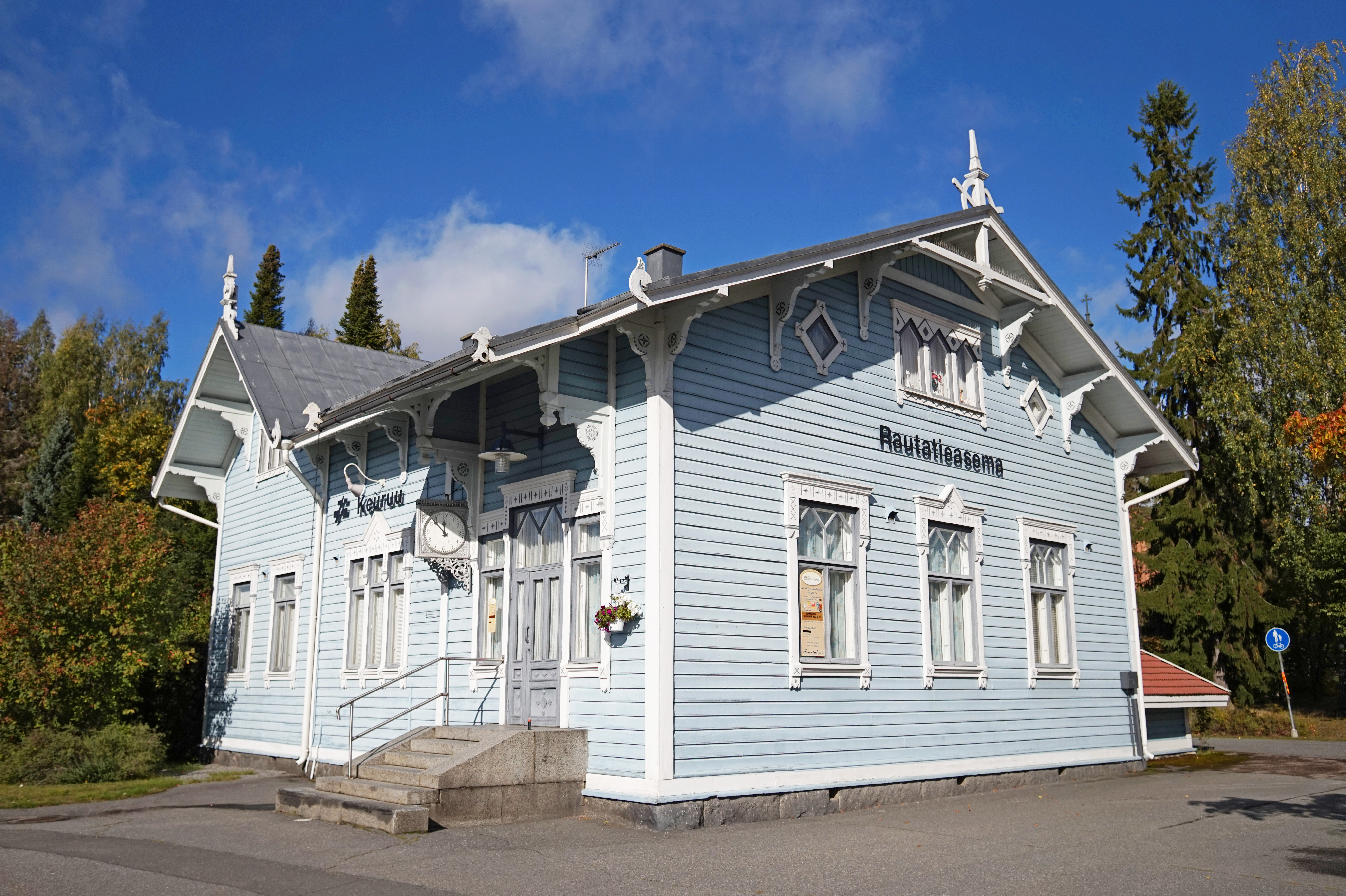
La gare de Keuruu.
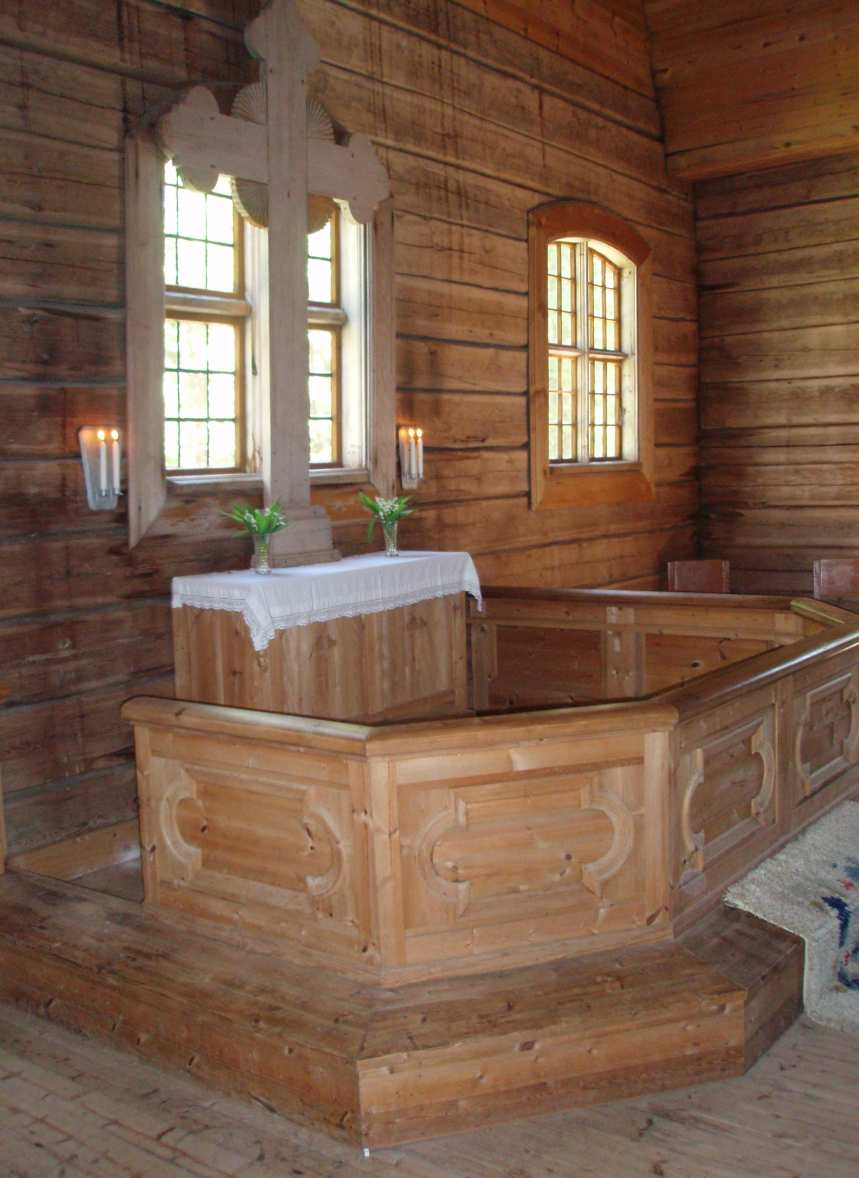
Ancienne église de Pihlajavesi.